# 원형질
원형질(原形質, 영어: protoplasm)은 세포를 이루는 세포질과 세포핵을 통틀어 이르는 것이며, 단적으로 말하면 세포막 내에 존재하는 물질 전부를 의미한다. 현대 생물학에서는 사용빈도가 줄고 있다.
1774년 코르티는 광학 현미경으로 한 조류의 세포를 관찰하여 세포질이 유동하며, 그에 수반하여 핵이나 결정체가 흔들리는 것을 관찰했는데, 이 세포질의 운동을 원형질 유동이라 했다. 그러나 당시에는 원형질 유동의 중요성을 몰랐다. 특히 두꺼운 세포벽을 가진 식물 세포는 세포벽보다 중요한 것은 그 안에 있는 젤리 상태 또는 점액성 용액이라는 것을 좀처럼 인식하지 못했다. 동물 세포·식물 세포 모두 그 내용이 원형질이라 불리며 '살아 있는 물질계'로 주목받기 시작한 것은 19세기 중엽 이후였다. 원형질에 대해 세포벽이나 결정체 등의 세포 함유물을 후형질이라 부른다.

## 화학 조성
후형질을 제외한 원형질만으로 된 화학 성분을 분석하여 그 화학 조성을 밝히는 것은 실제로 매우 어렵다. 그래서 후형질이 적은 동물의 간세포나 변형 균류의 변형체 등의 분석 결과로 원형질의 화학 조성을 대충 추정한다. 또 원형질의 화학 조성은 세포의 종류에 따라 다르며, 같은 세포라도 생리 조건, 성장 정도에 따라 변화한다. 특히 식물 세포는 식물세포내에서 생긴 노폐물이나 색소등을 저장하는 액포를 세포내에 가지고 있는데, 이 액포는 환경에 대한 완충 역할을 함과 동시에 물질의 저장/배출을 담당하고 있어 식물의 세포는 외부 조건에 따라 원형질의 구성이 크게 변화한다.

## 콜로이드
원형질은 물을 기본재료(용매)로 하는 액체 상태이나, 그 속에 각종 용질을 함요하고 있으며 오래 두어도 침전이 되지 않는데 이를 콜로이드 상태라고 한다. 유기 화합물에는 여러 가지 크기가 있다. 진(眞)용액이 되는 것은, 예를 들어 알라닌(아미노산의 일종)이나 글루코오스(포도당)처럼 크기가 1nm도 채 되지 않는 작은 분자(저분자)의 화합물이다. 그러나 아미노산이 50~5,000개나 결합하여 만들어진 단백질이나 다량의 글루코오스가 결합하여 만들어진 다당류(글리코겐·전분 따위)같은 고분자 화합물은 물속에서 물을 탁하게 만들면서도 침전되지 않는데, 이것이 콜로이드이다.
입자가 광학 현미경으로도 보이는 크기 이상이 되면 중력에 의해 침전이 일어난다. 예를 들어 피브리노겐은 혈액 속에 콜로이드 입자 상태로 존재하는데, 출혈이 되면 가느다란 단백질의 일부가 끊어져 서로 결합하게 된다. 현미경으로 보면 피브린이라는 섬유가 그물처럼 연결되어 있는 것을 알 수 있다. 이것이 적혈구에 얽혀 침전하면 육안으로도 식별할 수 있는 혈괴(血塊)가 된다. 콜로이드 입자가 침전하지 않고 분산 상태를 유지하는 것은입자가 주위의 물분자의 운동으로 지탱되기 때문이다. 보다 큰 분자는 이 지탱하는 힘보다도 중력이 강하기 때문에 침전한다. 따라서 고속 원심 분리기에 의해 중력보다 강한 원심력을 가하면 콜로이드 입자를 분리하고, 그 크기(분자량)를 추정할 수도 있다. 또한 콜로이드 입자는 셀로판이나 방광막 등 반투막을 통과하지 않기 때문에 이 방법을 이용한 투석법으로 단백질과 저분자 화합물을 분리할 수 있다.
원형질 표면에 있는 세포막에는 반투성이 있어 원형질 내의 유기 분자가 밖으로 나가지 않도록 하는 작용을 한다. 또 세포막의 반투성은 삼투압을 일으키는 구조의 바탕이 된다.
세포의 내부 상태는 달걀의 내부 상태와 유사한데(실제로 달걀은 1개의 거대한 단일세포다), 달걀의 흰자 부분이 콜로이드나 졸, 겔 등으로 부르는 상태이며 원형질 유동은 이 부분에서 일어난다. 핵이나 미토콘드리아 등의 구조는 단단함이나 식별성이 알끈 정도의 구조와 비교하면 유사하다.

## 같이 보기
- 고균
- 세포질
- 세포의 핵질
- 브라운 운동
- 능동수송
- 콜로이드
- 달걀